# Галуст Амасиаци
Галуст Амасиаци (арм. Գալուստ Ամասիացի) — армянский врач XVII века, родом из города Амасья.

## Биография
Даты рождения и смерти неизвестны. С 1669 года проводил широкую врачебную деятельность в Амасьи, Самсуне, Диярбакыре, Константинополе, Алеппо, Ване, Адане, Мараше и других городах. Занимался офтальмологией, хирургией, лечением внутренних заболеваний. В лечебных целях употреблял лекарственные растворы, таблетки и целебные фруктовые соки. Большое внимание уделял рациональному питанию, призывал «употреблять еду как лекарство, чтобы потом не употреблять лекарство как еду». В вопросах хирургии и лечения травматических повреждений обращал внимание не только на гигиену, но и на материал хирургических инструментов и швов: например, при ранениях кинжалом, саблей или стрелой рекомендовал наложение шёлковых швов с помощью стальной иглы.
Написал медицинский труд, посвящённый в основном анатомии, патологии и фармакологии, который дошёл до нас в двух вариантах: оригинальном и сокращённом. Из ранних армянских врачей часто цитировал Степаноса и Амирдовлата Амасиаци, анатомическая часть труда основана на сочинении «О строении человека» Абу-Саида. В общей сложности содержит 155 глав.

## «Лечебник» Галуста Амасиаци

### Оригинальный текст
Рукопись
- Кодекс № 540 библиотеки Мхитаристов в Вене, 1669 год. 299 листов, бумага[5][1].

Краткое содержание и структура
л. 1а—16б: Разные рецепты, перечень глав лечебника.

л. 18а—41б: Краткая редакция «О строении человека» Абу-Саида.

л. 42а—170б: Основная часть труда о патологии и лечении заболеваний.

л. 179а—201б: Фармакологические рецепты.

л. 202a—227б: Медицинский словарь.

л. 233a—248б: Общие замечания о медицине.

л. 249a—276б: Фармацевтические рецепты («Ахрабадин»).

л. 277a—279б: Список имён заболеваний.

л. 280a—287б: «О священных местах Иерусалима».

л. 288a—295а: Разные рецепты, замечания и автобиографические записи Галуста.

л. 297б—299б: Календарные таблицы.

### Сокращённая редакция
рукопись
- Кодекс № 554 библиотеки Мхитаристов в Вене, 1756/57 год. 215 листов, бумага[5][2].

Краткое содержание и структура
л. 1а—145a: Разделы о патологии, диагностике, гигиене, физиологии и фармакология.

л. 145б: Список имён заболеваний.

л. 149б: Общие замечание и записи.

л. 153а: Отрывок из фармацевтической главы «Ахрабадин».

л. 179а—213а: Краткая редакция «О строении человека» Абу-Саида.